# Pedro Salomão
Pedro Antonio Santoro Salomão (maio de 1974) é um matemático brasileiro e professor universitário do Departamento de Matemática do Instituto de Matemática e Estatística da Universidade de São Paulo (IME-USP).

## Vida acadêmica
Fez sua primeira graduação em engenharia mecatrônica pela Universidade de São Paulo (1996) e depois formou-se em administração pública pela Fundação Getúlio Vargas SP (1998). Na pós-graduação, continuou seus estudos na Universidade de São Paulo e fez o mestrado (1999) e o doutorado (2022) no Programa de Pós-Graduação em Matemática Aplicada do IME-USP. Foi professor do IME-USP de 2003 a 2022. Desde de 2023 é professor no "International Center for Mathematics--Southern University of Science and Technology", Shenzhen, China. 

## Destaques
Pedro Salomão foi palestrante convidado do Congresso Internacional de Matemáticos no Rio de Janeiro (2018: Global surfaces of section for reeb flows in dimension three and beyond) e foi o terceiro brasileiro a receber o prestigiado Prêmio Friedrich Wilhelm Bessel Research, concedido pela Fundação Humboldt.

## Prêmios e reconhecimentos
- Prêmio Friedrich Wilhelm Bessel Research em 2017.[4]

## Principais publicações
As publicações do pesquisador estão disponíveis nas principais bases de dados bibliográficas de pesquisa, os artigos mais citados de acordo com a plataforma MathSciNet são estes:
- Abbondandolo, Alberto; Bramham, Barney; Hryniewicz, Umberto L.; Salomão, Pedro A. S. Sharp systolic inequalities for Reeb flows on the three-sphere. Invent. Math. 211 (2018), no. 2, 687–778.
- Hryniewicz, Umberto; Salomão, Pedro A. S. On the existence of disk-like global sections for Reeb flows on the tight 3-sphere. Duke Math. J. 160 (2011), no. 3, 415–465.
- Abbondandolo, Alberto; Bramham, Barney; Hryniewicz, Umberto L.; Salomão, Pedro A. S. A systolic inequality for geodesic flows on the two-sphere. Math. Ann. 367 (2017), no. 1-2, 701–753.
- Hryniewicz, Umberto; Momin, Al; Salomão, Pedro A. S. A Poincaré-Birkhoff theorem for tight Reeb flows on S³. Invent. Math. 199 (2015), no. 2, 333–422.
- Homoclinic orbits near saddle-center fixed points of Hamiltonian systems with two degrees of freedom. Geometric methods in dynamics. I. Astérisque No. 286 (2003), xviii–xix, 151–165.
- Hryniewicz, Umberto L.; Licata, Joan E.; Salomão, Pedro A. S. A dynamical characterization of universally tight lens spaces. Proc. Lond. Math. Soc. (3) 110 (2015), no. 1, 213–269.
- Salomão, Pedro A. S. Convex energy levels of Hamiltonian systems. Qual. Theory Dyn. Syst. 4 (2003), no. 2, 439–457 (2004).